# Nguyễn Hương Giang
Nguyễn Hương Giang (Hanoi, 29 de desembre de 1991) és una model i cantant vietnamita. Al març de 2018 va guanyar el concurs de bellesa de dones trans Miss International Queen celebrat en Pattaya (Tailàndia).

## Biografia
Huong Giang va nàixer en Hanoi el 29 de desembre de 1992. Va ser la primera cantant trans a participar en la quarta temporada del concurs musical televisiu Vietnam Idol, la qual cosa va contribuir al fet que guanyara fama. En el 2014, va participar en The Amazing Race Vietnam amb el seu xicon Criss Lai.
El 2018 va representar al Vietnam en el concurs de bellesa Miss International Queen. Va quedar en primera posició per davant d'altres 26 concursants.